# Nordisk konvention om social sikring
Nordisk konvention om social sikring er en aftale mellem de nordiske lande (Danmark, Finland, Island, Norge og Sverige) om samarbejde inden for social sikring. Aftalen sikrer, at borgere i de nordiske lande, der arbejder eller flytter mellem landene, kan beholde deres sociale rettigheder og sikringer.
Konventionen omfatter forskellige områder inden for social sikring, herunder sygesikring, arbejdsløshedsunderstøttelse, pensionsordninger og familieydelser. Formålet med konventionen er at sikre en ensartet og koordineret social sikring på tværs af de nordiske lande, så borgerne ikke mister deres rettigheder ved at flytte eller arbejde i et andet nordisk land.
Nordisk konvention om social sikring blev indgået i 1955 og er siden blevet revideret og udvidet flere gange for at tilpasse sig ændringer i samfundet og arbejdsmarkedet. Konventionen er et vigtigt redskab for at fremme mobilitet og samarbejde mellem de nordiske lande og sikre social tryghed for borgerne.
 Der er for få eller ingen kildehenvisninger i denne artikel, hvilket er et problem. Du kan hjælpe ved at angive troværdige kilder til de påstande, som fremføres i artiklen.